# غوين تورنس
غوين تورنس (Gwen Torrence) هي لاعبة أولمبية لرياضة ألعاب القوى من الولايات المتحدة. شاركت في الأولمبياد الصيفي في 1992–1996، وفازت بما مجموعه 5 ميداليات.

## الميداليات
| ذهب | فضة | برونز | المجموع |
| 3   | 1   | 1     | 5       |

## روابط خارجية
- غوين تورنس على موقع الاتحاد الدولي لألعاب القوى (الإنجليزية)
- غوين تورنس على موقع الاتحاد الأمريكي لسباقات المضمار والميدان (الإنجليزية)
- غوين تورنس على موقع الاتحاد الأمريكي لسباقات المضمار والميدان، قاعة المشاهير (الإنجليزية)
- غوين تورنس على موقع اللجنة الأولمبية الدولية (الإنجليزية)
- غوين تورنس على موقع أوليمبيديا (الإنجليزية)
- غوين تورنس على موقع قاعة جورجيا للمشاهير الرياضية (مؤرشف) (الإنجليزية)